# Beuvillers (Meurthe-et-Moselle)
Pour les articles homonymes, voir Beuvillers.
Beuvillers est une commune française située dans le département de Meurthe-et-Moselle en région Grand Est.

## Géographie
Cette commune fut un village-frontière avec l'Allemagne entre 1871 et 1914.
Beuvillers restait cependant un village français.
La frontière était alors située dans le bois en direction du village voisin de Boulange.
| Serrouville    |            | Aumetz Moselle   |
|                | Beuvillers | Boulange Moselle |
| Audun-le-Roman | Sancy      |                  |

### Hydrographie
La commune est traversée par la ligne de partage des eaux entre les bassins versants du Rhin et de la Meuse au sein du bassin Rhin-Meuse. Elle n'est drainée par aucun cours d'eau,.

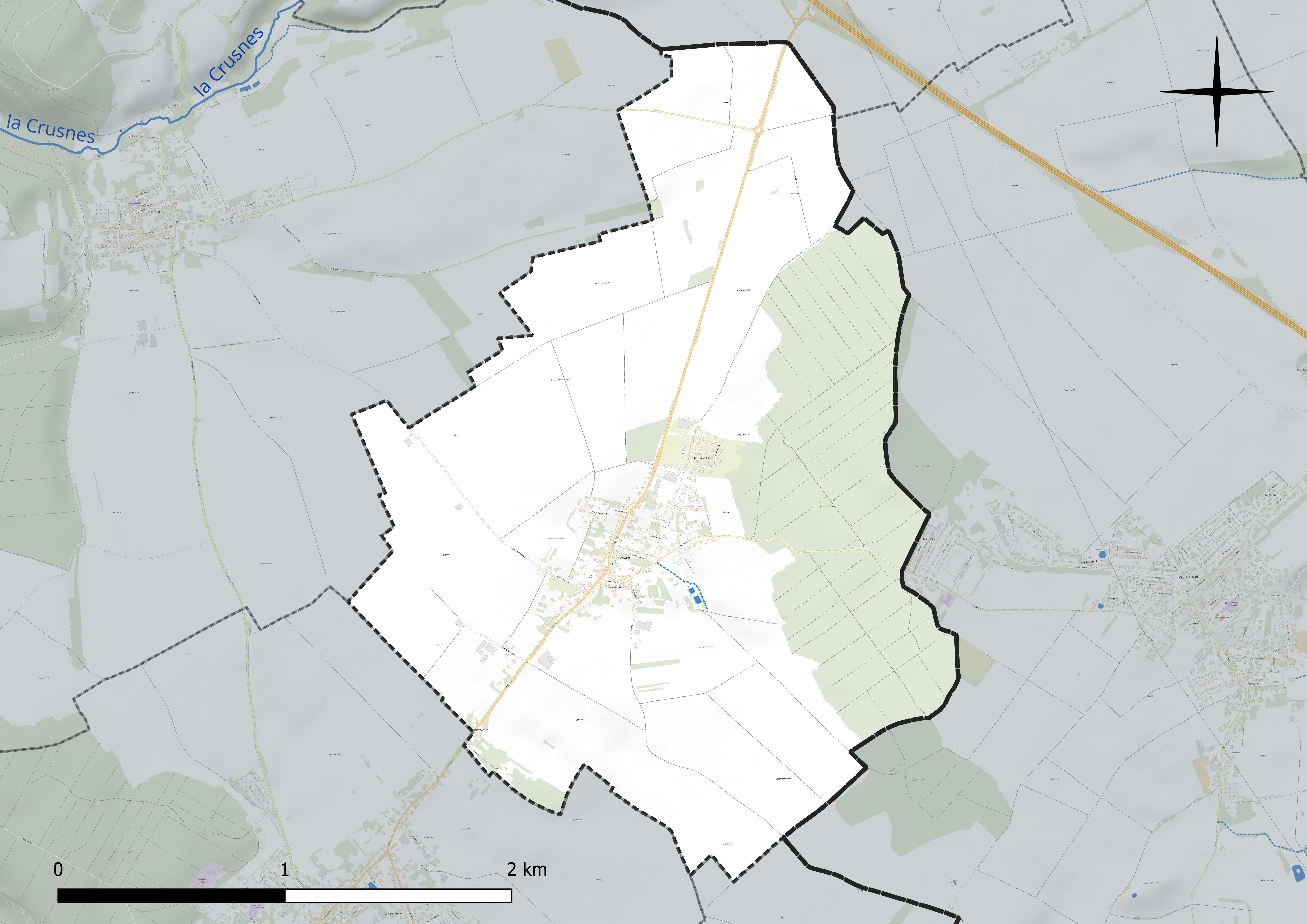
Réseau hydrographique de Beuvillers.

### Climat
Pour des articles plus généraux, voir Climat du Grand Est et Climat de Meurthe-et-Moselle.
En 2010, le climat de la commune est de type climat de montagne, selon une étude du Centre national de la recherche scientifique s'appuyant sur une série de données couvrant la période 1971-2000. En 2020, Météo-France publie une typologie des climats de la France métropolitaine dans laquelle la commune est exposée à un climat semi-continental et est dans la région climatique  Lorraine, plateau de Langres, Morvan, caractérisée par un hiver rude (1,5 °C), des vents modérés et des brouillards fréquents en automne et hiver. 
Pour la période 1971-2000, la température annuelle moyenne est de 9 °C, avec une amplitude thermique annuelle de 16,3 °C. Le cumul annuel moyen de précipitations est de 937 mm, avec 13,4 jours de précipitations en janvier et 9,4 jours en juillet. Pour la période 1991-2020, la température moyenne annuelle observée sur la station météorologique de Météo-France la plus proche, « Rouvres-en-woevre », sur la commune de Rouvres-en-Woëvre à 25 km à vol d'oiseau, est de 10,8 °C et le cumul annuel moyen de précipitations est de 668,3 mm. 
La température maximale relevée sur cette station est de 40,2 °C, atteinte le 24 juillet 2019 ; la température minimale est de −15,4 °C, atteinte le 7 février 2012,,. 
Les paramètres climatiques de la commune ont été estimés pour le milieu du siècle (2041-2070) selon différents scénarios d'émission de gaz à effet de serre à partir des nouvelles projections climatiques de référence DRIAS-2020. Ils sont consultables sur un site dédié publié par Météo-France en novembre 2022.

## Urbanisme

### Typologie
Au 1er janvier 2024, Beuvillers est catégorisée commune rurale à habitat dispersé, selon la nouvelle grille communale de densité à sept niveaux définie par l'Insee en 2022.
Elle appartient à l'unité urbaine d'Audun-le-Roman, une agglomération intra-départementale regroupant deux  communes, dont elle est une commune de la banlieue,,. Par ailleurs la commune fait partie de l'aire d'attraction de Luxembourg (partie française), dont elle est une commune de la couronne,. Cette aire, qui regroupe 115 communes, est catégorisée dans les aires de 700 000 habitants ou plus (hors Paris),.

### Occupation des sols
L'occupation des sols de la commune, telle qu'elle ressort de la base de données européenne d’occupation biophysique des sols Corine Land Cover (CLC), est marquée par l'importance des territoires agricoles (71,4 % en 2018), en diminution par rapport à 1990 (73,3 %). La répartition détaillée en 2018 est la suivante : terres arables (71,4 %), forêts (21,9 %), zones urbanisées (6,7 %). L'évolution de l’occupation des sols de la commune et de ses infrastructures peut être observée sur les différentes représentations cartographiques du territoire : la carte de Cassini (XVIIIe siècle), la carte d'état-major (1820-1866) et les cartes ou photos aériennes de l'IGN pour la période actuelle (1950 à aujourd'hui).

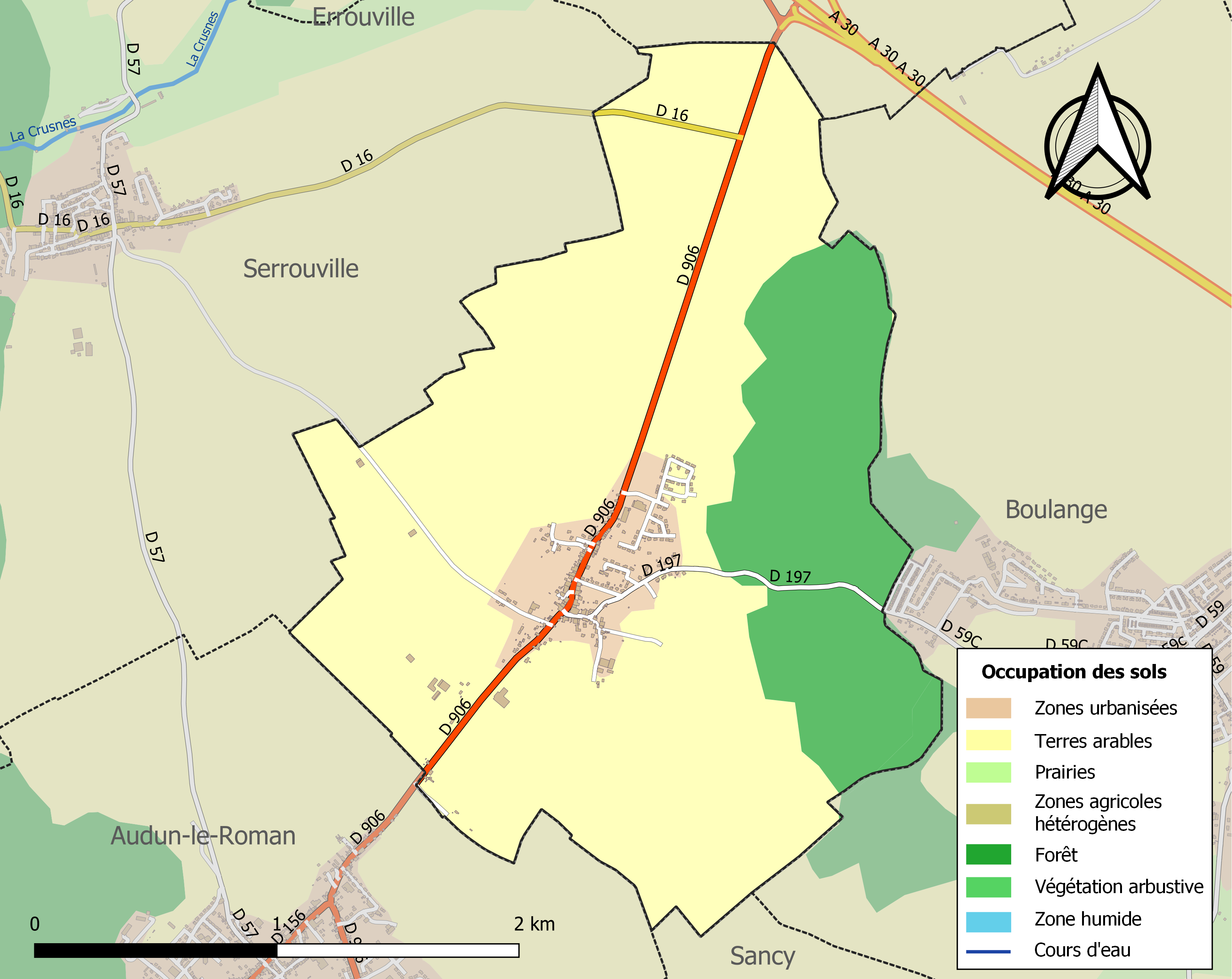
Carte des infrastructures et de l'occupation des sols de la commune en 2018 (CLC).

## Toponymie
- Anciennes mentions : Bovelicurt (893), Bœvillare (926), Buesweiler (1544), Beuviller (1779)[16].
- Beuvlé en lorrain[16]. Bockweiler en luxembourgeois[17],[18] et en allemand.

La commune semble avoir été, si l'on se fie à son étymologie, une « grange aux bœufs ».

## Histoire
- Village de l'ancienne province du Barrois. Était cure du diocèse de Trèves (doy. de Longuyon).
- Village à moitié détruit en 1914-1918.

## Politique et administration
| Période                                  | Période   | Identité                                          | Étiquette | Qualité             |
| ---------------------------------------- | --------- | ------------------------------------------------- | --------- | ------------------- |
| Les données manquantes sont à compléter. |           |                                                   |           |                     |
|                                          | 1989      | Malher Jean                                       |           |                     |
| mars 1989                                |           | Paul Amard                                        |           |                     |
| mars 1995                                |           | Albert Becker                                     |           |                     |
| mars 2001                                | mars 2005 | Albert Becker                                     |           |                     |
| mars 2005                                | En cours  | Joseph Ammendolea, Réélu pour le mandat 2020-2026 |           | Profession libérale |

## Population et société

### Démographie
L'évolution du nombre d'habitants est connue à travers les recensements de la population effectués dans la commune depuis 1793. Pour les communes de moins de 10 000 habitants, une enquête de recensement portant sur toute la population est réalisée tous les cinq ans, les populations de référence des années intermédiaires étant quant à elles estimées par interpolation ou extrapolation. Pour la commune, le premier recensement exhaustif entrant dans le cadre du nouveau dispositif a été réalisé en 2007.

En 2022, la commune comptait 528 habitants, en évolution de +28,47 % par rapport à 2016 (Meurthe-et-Moselle : −0,13 %, France hors Mayotte : +2,11 %).
| 1793 | 1800 | 1806 | 1821 | 1836 | 1841 | 1861 | 1866 | 1872 |
| ---- | ---- | ---- | ---- | ---- | ---- | ---- | ---- | ---- |
| 186  | 230  | 208  | 189  | 293  | 289  | 280  | 275  | 281  |

| 1876 | 1881 | 1886 | 1891 | 1896 | 1901 | 1906 | 1911 | 1921 |
| ---- | ---- | ---- | ---- | ---- | ---- | ---- | ---- | ---- |
| 266  | 256  | 251  | 231  | 235  | 253  | 339  | 426  | 284  |

| 1926 | 1931 | 1936 | 1946 | 1954 | 1962 | 1968 | 1975 | 1982 |
| ---- | ---- | ---- | ---- | ---- | ---- | ---- | ---- | ---- |
| 259  | 274  | 269  | 221  | 213  | 243  | 275  | 272  | 329  |

| 1990 | 1999 | 2006 | 2007 | 2012 | 2017 | 2022 | - | - |
| ---- | ---- | ---- | ---- | ---- | ---- | ---- | - | - |
| 282  | 307  | 318  | 319  | 373  | 424  | 528  | - | - |

## Culture locale et patrimoine

### Lieux et monuments

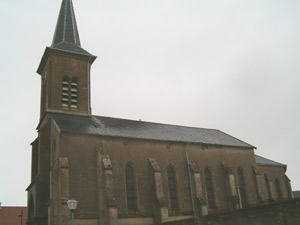
Église de Beuvillers.

- Église paroissiale de l'Assomption-de la-Vierge (XIIIe siècle ?) ; agrandie, revoûtée et fortifiée au XVIe siècle ? ; restaurée de 1856 à 1862 ; reconstruite en 1862, date portée, lion gallo-romain remployé dans le contrefort nord-ouest du chœur.

### Héraldique, logotype et devise
| Blason de Beuvillers | Blason  | Coupé : au 1er parti d'azur semé de croix recroisetées au pied fiché d'or, à deux bars adossés de même, et de gueules au rencontre de bœuf d'argent, au 2e écartelé en sautoir aux 1 et 4 d'or à deux roses de gueules et aux 2 et 3 d'azur à deux roses d'or. |
| Blason de Beuvillers | Détails | Ce blason est adopté par la commune depuis 1980. |